# Бодяк приручейный
Бодяк приручейный (лат. Cirsium rivulare), или Бодяк ручейный, или Бодяк речной — многолетнее травянистое растение, вид рода Бодяк (Cirsium) семейства Сложноцветные (Compositae).

## Ботаническое описание
Многолетнее травянистое растение.

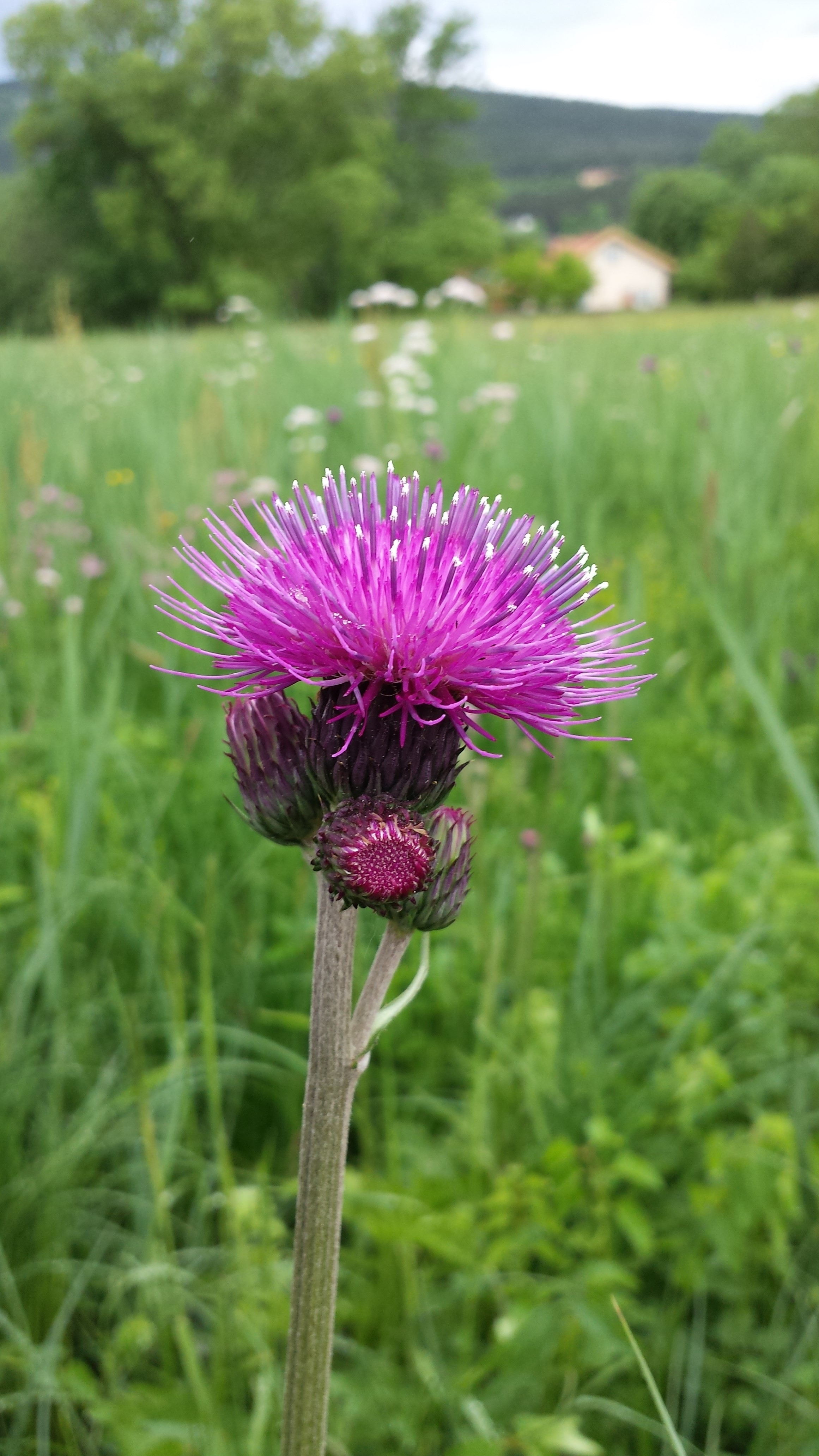
Корзинки в фазе цветения

Корневище с многочисленными, тонко-шнуровидными мочками.
Стебель 75–100 см высотой, желтоватый, восходящий, бороздчатый, в нижней части рассеянно курчавоволосистый, в верхней части тонкопаутинистый. Простой, с длинным малооблиственным цветоносом, несущим верхушечные одиночные корзинки.
Листья сверху зелёные, почти голые или рассеянно-волосистые, снизу серовато-зелёные, более или менее густо, особенно по жилкам, курчавоволосистые. Прикорневые листья 15–25 см длиной, 5,5–9,5 см шириной. В очертании обратнояйцевидные или обратнояйцевидно-ланцетные, к концам оттянутые, к основанию суженные в более менее короткий крылатый черешок. Листовая пластинка с отдаленными крупными лопастями, заостренными в длинные тонкие шипы, обычно до середины пластинки неравно перистонадрезанные на сближенные, треугольно-яйцевидные или почти пальчато удлиненные сегменты. Каждый сегмент с островатыми треугольными зубцами, по краю густо и коротко (2–3 мм длиной) шиповато-реснитчатые. Верхушечный сегмент длинно оттянутый. Нижние стеблевые листья к основанию оттянутые, у основания ушковидно расширенные, широко-яйцевидные, очень неравно, глубоко перистонадрезанные на продолговатые, к середине пластинки почти пальчато удлиненные сегменты, 9–18 см длиной, 6,5–8,5 см шириной, реже почти цельные. Верхние листья мелкие, ланцетные, 1–2 на общих цветоносах.
Корзинки округло-яйцевидные, верхушечные, одиночные или по 2–3 штуки, 1,3–2,3 см шириной, в общем соцветии на коротких ножках. Обертка черепитчатая, тёмно-пурпуровоокрашенная с рассеянными паутинистыми волосками. Наружные листочки обертки яйцевидно-ланцетные, по краю мелкореснитчатые, заострённые в шиповатый кончик; внутренние листочки линейно-ланцетные, заостренные.
Цветки красные до 19 мм длиной. Внешние с узкой трубкой до 8 мм длиной, в расширенной части до сердины надрезанные.
Хохолок (паппус) грязно-белый, с зазубренными на верхушке кончиками внутренних волосков.

## Распространение и экология
Основной ареал распространения — Центральная Европа. На территории бывшего СССР преимущественно в европейской части — Прибалтика, Лодожско-Ильменский, Верхне-Волжский, Верхне- и Средне-Днепровский, Волжско-Донской, Верхне-Днестровский районы.
Предпочитает сырые и болотистые луга, вырубки хвойных лесов, черноольшатники, часто растет вдоль канав.

## Применение

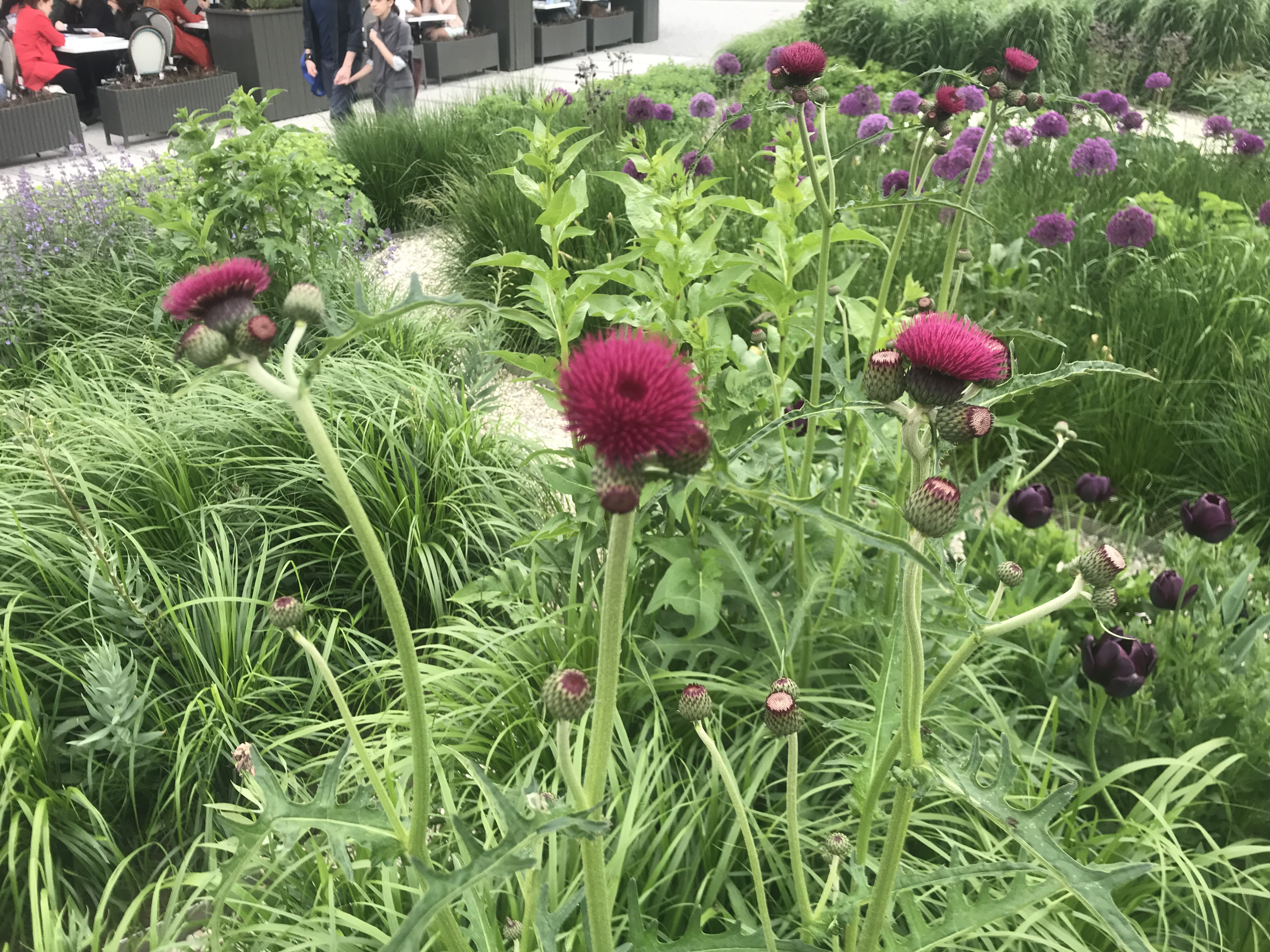
Культивар бодяка ручейного 'Атропурпуреум' с тёмно-малиновыми соцветиями. Цветник в саду трав Новой Голландии, лето 2019

Применяется как декоративное садовое растение. Сорт Cirsium rivulare 'Atropurpureum' с темно-малиновыми цветками получил награду Королевского садоводческого общества «за заслуги перед садом». Он очень вынослив при температуре не ниже -20 °C и прекрасно себя чувствует на полном солнце.

## Классификация

### Таксономия[5]
Cirsium rivulare ((Jacq.) All., 1789, Auct. Fl. Pedem.: 10
Вид Бодяк приручейный относится к роду Бодяк (Cirsium) семейства Астровые (Asteraceae) порядка Астроцветные (Asterales). Кладограмма в соответствии с Системой APG IV:
|  |                                      |  |                                   |                                   |                    |  | ещё 10 семейств | ещё 10 семейств |                   |  |                       |  | еще 510 подтвержденных и 521 в статусе "непроверенных" видов и инфравидовых таксонов | еще 510 подтвержденных и 521 в статусе "непроверенных" видов и инфравидовых таксонов |  |
|  |                                      |  |                                   |                                   |                    |  | ещё 10 семейств | ещё 10 семейств |                   |  |                       |  | еще 510 подтвержденных и 521 в статусе "непроверенных" видов и инфравидовых таксонов | еще 510 подтвержденных и 521 в статусе "непроверенных" видов и инфравидовых таксонов |  |
|  |                                      |  |                                   | порядок Астроцветные              |                    |  |                 |                 | род Бодяк         |  |                       |  |                                                                                      |                                                                                      |  |
|  |                                      |  |                                   | порядок Астроцветные              |                    |  |                 |                 | род Бодяк         |  | 1 инфравидовой таксон |  |                                                                                      |                                                                                      |  |
|  | отдел Цветковые, или Покрытосеменные |  |                                   |                                   | семейство Астровые |  |                 |                 | Бодяк приручейный |  |                       |  |                                                                                      |                                                                                      |  |
|  | отдел Цветковые, или Покрытосеменные |  |                                   |                                   |                    |  |                 |                 |                   |  |                       |  |                                                                                      |                                                                                      |  |
|  |                                      |  | ещё 63 порядка цветковых растений | ещё 63 порядка цветковых растений |                    |  |                 | ещё 1804 рода   | ещё 1804 рода     |  |                       |  |                                                                                      |                                                                                      |  |
|  |                                      |  |                                   | ещё 63 порядка цветковых растений |                    |  |                 |                 | ещё 1804 рода     |  |                       |  |                                                                                      |                                                                                      |  |

### Инфравидовые таксоны
- Cirsium rivulare subsp. carniolicum Scop.

### Синонимы
- Carduus erisithales  Vill.
- Carduus pontederae  Steud.
- Carduus rivularis  Jacq.
- Carduus salisburgensis  Pers.
- Carduus semipectinatus  Lam.
- Carduus tricephaloides  Lam.
- Cirsium carniolicum  All.
- Cirsium gracile  Schur
- Cirsium ledebourii  Steud.
- Cirsium rivulare  Link
- Cirsium salisburgense  G.Don
- Cirsium semipectinatum  Rchb.
- Cirsium semipectinatum  Spreng.
- Cirsium siegertii  Sch.Bip. ex Nyman
- Cirsium tricephalodes  DC.
- Cirsium tricephalum  St.-Lag.
- Cnicus autareticus  Loisel.
- Cnicus pontederae  Pollini
- Cnicus rivularis  Willd.
- Cnicus salisburgensis  Willd.
- Cnicus seminudus  Schleich. ex DC.
- Cnicus semipectinatus  Hort.Gott. ex Hornem.
- Cnicus semipectinatus  Desf.
- Serratula salisburgensis  Poir.